# Straszyn Prędzieszyn
Straszyn Prędzieszyn – nieczynna stacja kolejowa w Straszynie, w województwie pomorskim, w Polsce. Znajduje się na trasie linii nr 229 Pruszcz Gdański - Łeba.

## Charakterystyka
Układ stacji pozostaje w stanie niezmienionym w związku z możliwością reaktywacji linii dla ruchu pasażerskiego, natomiast budynek dworca został w 2013 przejęty przez gminę Pruszcz Gdański z przeznaczeniem na centrum kulturalne (bibliotekę i salę projekcyjną) z zapleczem gastronomicznym, świetlicę wiejską i siedzibę organizacji pozarządowych (m.in. Dolina Raduni, Przystanek Sztuka, Klub Seniora "Bursztynki", rozgłośnia radia Toksyna). Remont, którego koszt szacowany był na 2,5 mln zł, objął odnowę elewacji, oryginalnych dachówek, okien i kamiennego cokołu. Nasadzona została zieleń, w którą wkomponowano rosnące tu stuletnie lipy. Termin oddania obiektu do użytku, planowany pierwotnie na luty 2016 r., został przesunięty na październik 2016. Otwarcie obiektu jako Mediateki w Straszynie nastąpiło 25 listopada 2016. Ostatecznie koszt realizacji zamknął się kwotą 3,25 mln zł. Mediateka w Straszynie wygrała XXI edycję Ogólnopolskiego Konkursu "Modernizacja Roku 2016" w kategorii "Obiekty kultury".
Przed 1939 zawiadowcą stacji był Edward Nitka. Jako Polak na początku wojny został uwięziony, a po trzech latach zmarł w obozie Stutthof. W 1945 przez Straszyn przeprowadzono 11 tys. więźniów ewakuowanych z obozu w tzw. Marszu Śmieci. 28 stycznia 2018 przy stacji odłonięto obelisk upamiętniający to wydarzenie.

## Linki zewnętrzne

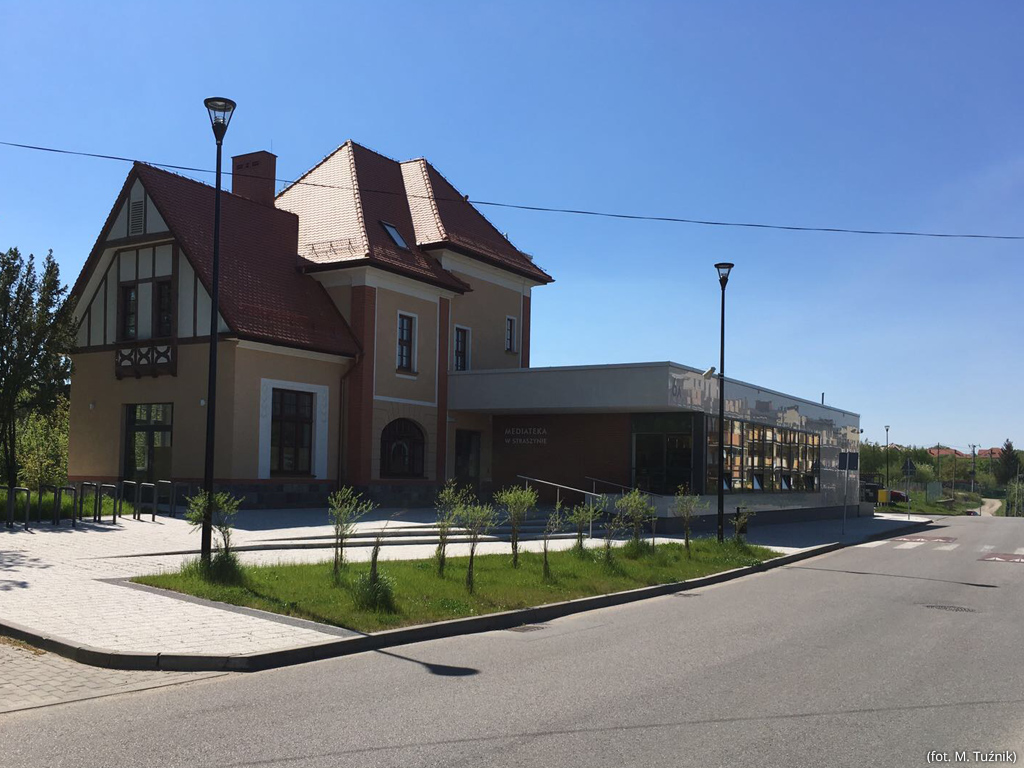
Mediateka w Straszynie w dawnym budynku dworca Straszyn Prędzieszyn, 2017 r.